# Reiner Geyer
Reiner Geyer (* 20. April 1964 in Röbersdorf) ist ein ehemaliger deutscher Fußballspieler und derzeitiger -trainer.

## Spielerkarriere
Das Fußballspielen erlernte Reiner Geyer beim oberfränkischen FC Falke Röbersdorf. Bereits im Alter von 14 Jahren wechselte er 1978 zur B-Jugend des 1. FC Nürnberg. In den ersten beiden Jahren musste der Schüler die Strecke von seinem Heimatort Röbersdorf nach Nürnberg und zurück mehrmals die Woche mit dem Zug zurücklegen. Erst danach zog er in eine Jugendwohnung am Clubgelände um.
Bald avancierte der wuchtige, schuss- und kopfballstarke Mittelfeldspieler und Freistoßspezialist zu einem Mitglied der DFB-Schülerauswahl (4 Länderspiele 1979) und gehörte später zu den Leistungsträgern der Nürnberger Amateurmannschaft. 1983 wurden Talentsucher des Hamburger SV auf ihn aufmerksam. Er absolvierte ein Probetraining in Hamburg, entschied sich schließlich jedoch für einen Verbleib beim 1. FC Nürnberg.
Bereits als er noch bei den Amateuren spielte, wurde er in der Saison 1983/84 in der Bundesligamannschaft des Clubs eingesetzt. So bestritt er sein erstes Bundesligaspiel am 12. November 1983, als er beim 0:0-Unentschieden gegen Eintracht Frankfurt in der 73. Minute für Manfred Burgsmüller eingewechselt wurde. Zur Saison 1984/85 erhielt der gelernte Bürokaufmann einen Lizenzspielervertrag und wurde von den Amateuren dauerhaft in die erste Mannschaft, die gerade aus der Bundesliga abgestiegen war, geholt. Durch seine Stärken im Kopfballspiel und beim Torschuss sowie seiner Dynamik, entwickelte er sich in seinem ersten Profijahr bald zum Stammspieler. Er gehörte auch zu den fünf Clubspielern, die am Tag nach der Spielerrevolte gegen Heinz Höher in derselben Saison noch zum Training erschienen. In der Folgezeit warfen ihn Verletzungen zurück, es gelang ihm jedoch, sich wieder an die Mannschaft heranzuarbeiten. Nach dem direkten Wiederaufstieg zur Saison 1985/86 spielte Geyer noch bis 1988 beim 1. FC Nürnberg. Im Sommer 1988 wechselte er zum 1. FC Saarbrücken in die 2. Bundesliga, bevor er seine aktive Karriere nach der Saison 1990/91 beim 1. FC Schweinfurt 05 beendete. Geyer absolvierte 55 Bundesliga- und 80 Zweitligaspiele für den 1. FC Nürnberg, den 1. FC Saarbrücken und den 1. FC Schweinfurt 05, wobei ihm insgesamt 19 Tore gelangen.
Privat heiratete er seine Freundin Maria und ließ sich in Adelsdorf nieder.

## Trainerkarriere
Geyer begann seine Trainerkarriere beim Bayernligisten TSV Vestenbergsgreuth. 1996 wurde er nach dem Beitritt der Lizenzspielerabteilung des Vereins zur SpVgg Fürth Co-Trainer unter Armin Veh bei der neu entstandenen SpVgg Greuther Fürth, bei der er zeitgleich auch die Amateurmannschaft betreute. 1998 ging er gemeinsam mit Armin Veh zum SSV Reutlingen 05. Nachdem Veh am 12. Dezember 2001 von seinem Posten als Cheftrainer zurückgetreten war, um Trainer beim damaligen Bundesligisten Hansa Rostock zu werden, wurde Geyer Cheftrainer des SSV Reutlingen. Als er zum Saisonende 2001/02 unerwartet entlassen wurde, wechselte er als U-19-Trainer zurück nach Fürth. Von 2005 bis 2009 trainierte er die zweite Mannschaft des Vereins und führte sie in die Regionalliga Süd.
Zur Saison 2009/10 wurde Geyer neuer Cheftrainer der zweiten Mannschaft des VfB Stuttgart in der 3. Profi-Liga. Am 27. Januar 2010 wurde Geyer von seinen Aufgaben beim VfB II entbunden. In der Saison 2010/11 war Geyer Co-Trainer beim Hamburger SV unter Armin Veh. Am 13. März 2011 wurde er gemeinsam mit Veh von seinen Aufgaben freigestellt. Von Juli 2011 bis Juni 2014 war Geyer Co-Trainer unter Veh bei Eintracht Frankfurt und stieg in dieser Zeit mit den Hessen 2012 in die Bundesliga auf und erreichte 2013 als Tabellensechster die UEFA Europa League, in der das Team im Sechzehntelfinale ausschied.
Am 12. Mai 2014 unterzeichnete Reiner Geyer einen mit der Bundesligasaison 2014/15 beginnenden Zweijahresvertrag bei der Bundesligamannschaft des VfB Stuttgart. Er war auch dort Co-Trainer von Armin Veh. Nach Vehs Rücktritt im November 2014 verließ Geyer die Stuttgarter wieder. Zur Saison 2015/16 kehrte er zusammen mit Armin Veh zu Eintracht Frankfurt als Co-Trainer zurück. Nach der Entlassung von Armin Veh am 6. März 2016 wurde Geyer am 8. März 2016 von seinem Co-Trainerposten freigestellt.
Am 25. Mai 2017 gab der 1. FC Nürnberg bekannt, dass Geyer Leitungsaufgaben im Nachwuchsleistungszentrum des Vereins übernehmen werde und gleichzeitig als Cheftrainer der zweiten Mannschaft fungieren werde.
Im Oktober 2018 wurde er Trainer des österreichischen Bundesligisten FC Admira Wacker Mödling. In der Saison 2018/19 hielt er mit der Admira als Tabellenzehnter die Klasse. In die Saison 2019/20 startete man mit nur einem Punkt aus den ersten sechs Spielen, woraufhin er im September 2019 freigestellt wurde.